# Leptodactylus lithonaetes
Leptodactylus lithonaetes es una especie de ránidos de la familia Leptodactylidae.

## Distribución geográfica
Se encuentra en Colombia, Venezuela y, posiblemente, a Brasil.